# 塞斯托卡伦代
塞斯托卡伦代（義大利語：Sesto Calende）是意大利瓦雷泽省的一个市镇。总面积23.89平方公里，人口10818人，人口密度452.8人/平方公里（2009年）。国家统计（ISTAT）代码为012120。